# Rebelión de Shakushain

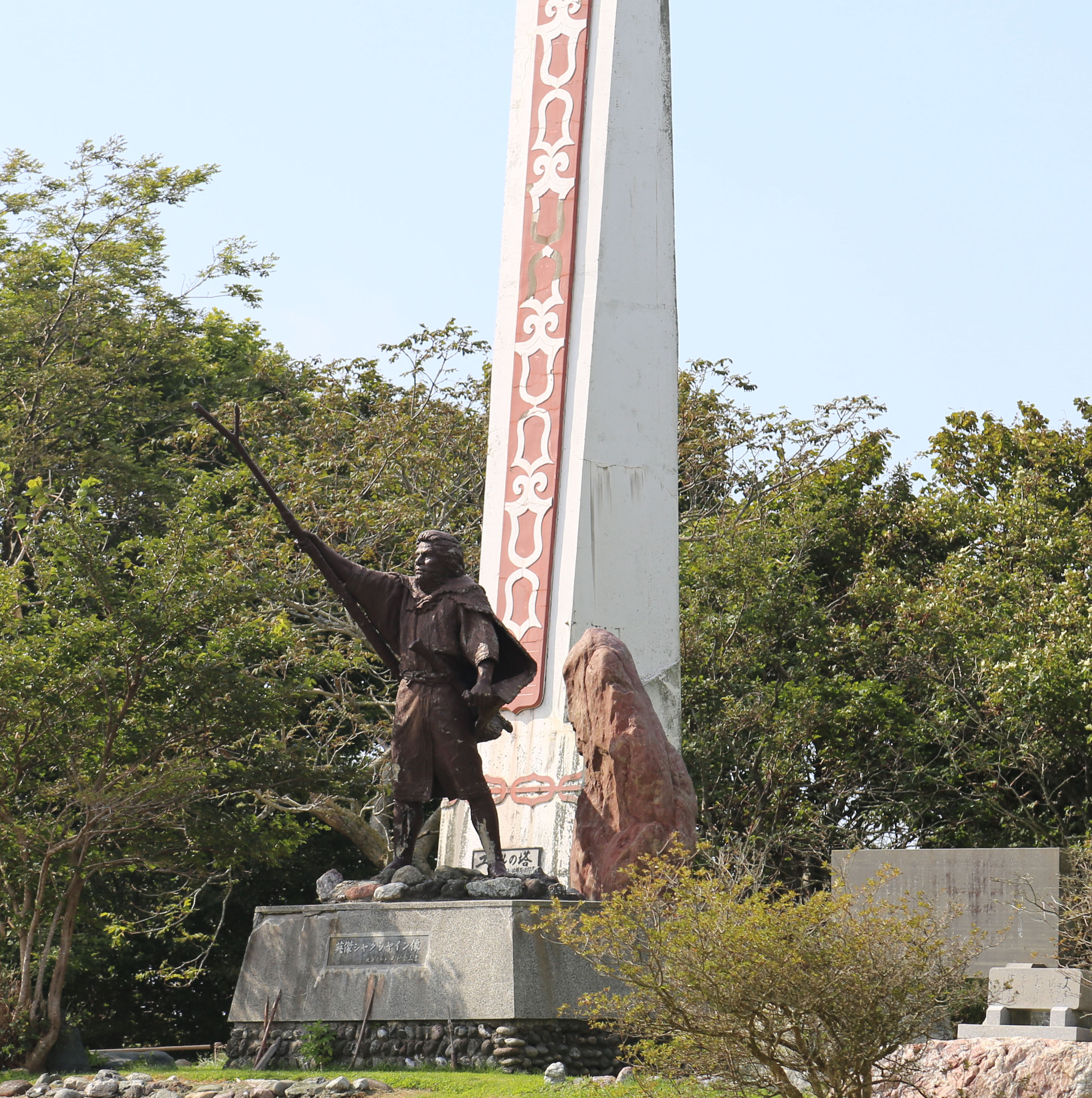
Rebelión

La Rebelión de Shakushain (シャクシャインの乱?  Shakushain no ran) o batalla de Shakushain fue una rebelión ainu contra las autoridades japonesas en Hokkaidō entre 1669 y 1672. Fue dirigida por el jefe ainu Shakushain (o Samkusaynu) contra el clan Matsumae, que representaba los intereses comerciales y gubernamentales de los japoneses en el área de Hokkaidō, que en ese entonces era controlado por los japoneses Yamato.
La guerra fue un último intento por parte de los ainu para preservar su independencia política y volver a controlar los términos del comercio con los japoneses Yamato.
Según el académico Brett Walker:

La Guerra de Shakushain es un momento clave en la historia de la conquista de Ezo. Shakushain apareció como un líder carismático quien pudo unir a las comunidades ainu contra las intrusiones de los japoneses del sur. El shogunato Tokugawa respondió solidificando a sus aliados en el noreste, reemplazando a los generales Matsumae locales con sus propios hombres, demostrando su autoproclamado papel de defensor del reino.

La única otra rebelión comparable por parte de los ainu contra el reinado de los japoneses fue la batalla de Menashi-Kunashir en 1789. Una rebelión similar más temprana fue la batalla de Koshamain en 1456.